# 坡心
坡心，原稱為大埔心庄，是臺灣彰化縣埔心鄉的一個傳統地域名稱，也是全鄉行政中心所在地，位於該鄉中部及北部。相較於今日行政區，其範圍大致包括油車村不含西部的南昌北路與瑤鳳路二段所夾地區及東部的瑤鳳路二段與瑤鳳路二段266巷所夾地區、埔心村、義民村、東門村。

## 歷史
台灣清治末期至日治初期，坡心地區為一街庄，稱為「大埔心庄」，隸屬於武西堡。該庄西北與梧鳳庄、埤霞庄為鄰，北與大崙庄、大庄為鄰，東與南平庄、瓦磘厝庄為鄰，東南邊及南邊東側為太平庄，南邊中西側為大溝尾庄，西邊為舊館庄。
1901年（日治明治三十四年）11月，全台廢縣廳改設二十廳，該庄隸屬於彰化廳。1903年（明治三十六年）6月，該庄編入「大埔心區」，隸屬於彰化廳。1909年（明治四十二年）10月，合併二十廳為十二廳，大埔心區改隸屬於臺中廳。1920年（大正九年），該庄改制並改名為「坡心」大字，隸屬於臺中州員林郡坡心庄，大字下有「坡心」、「油車店」小字名。
戰後坡心庄改制為埔心鄉，隸屬於臺中縣，大字亦改制為村。1950年10月，中、彰、投分治，埔心鄉改隸屬彰化縣。

## 聚落
本地區發展較早的聚落有大埔心、油車店、二抱竹等，在日治期初期的官方地圖上已有記載。此外，本地區尚有許厝聚落。

## 交通
縣道148號（員鹿路三段、中正路一段）是王功至草屯的道路，大致以西南西－東北東走向轉西微北－東微南走向再轉西南西－東北東走向經過坡心地區中部偏南地帶。由該道路向西南西轉西微北可前往國道1號員林交流道、溪湖、二林北部、芳苑的王功等地，往東北東可前往員林、芬園、草屯等地。
鄉道彰52線（瑤鳳路二段）是南港至瓦磘厝的道路，大致以西北西－東南東走向蜿蜒經過本地區北部凸出部分與主體相連的頸部地帶及其延伸的主體北部兩側邊界地帶。由該道路向西北西可前往梧鳳、三塊厝東北部的竹圍、南港並止於鄉道彰44線、彰47線（起點）路口，向東南東可前往瓦磘厝並止於縣道148號路口。
鄉道彰55線（新興巷、源潭路）是馬鳴山至員林的道路，大致以西北－東南走向轉北北西－南南東再轉西北－東南走向蜿蜒經過本地區北部凸出部分的東北部及東部邊界地帶。由該路向西北可前往大崙、加錫、陝西、秀水、安東、馬鳴山並止於鄉道彰18線路口，向東南可前往瓦磘厝與南平交界地帶並止於縣道148號路口。
鄉道彰61線（二抱路一段、瑤鳳路二段416巷、瑤鳳路二段、忠義北路、忠義南路）是埤霞至埔心的道路，其南側端點位於埔心聚落中部的縣道148號路口。由此向北蜿蜒而行，於油車店聚落轉北北西至鄉道彰52線路口，轉西北西與其共線約40公尺後轉北北西獨行，再轉北偏東經省道台76線高架橋下與油車橋後，轉西北西與其共線約80公尺後再轉北北西獨行，其後轉西北出境後，可前往埤霞東北部邊界地帶並止於縣道146號、鄉道彰53-1線共線路口。
鄉道彰85-1線（武聖路）是埔心至太平的道路，其北側端點位於本地區東部邊界處縣道148號路口。由此向南南西轉南微東沿本地區東部邊界南段蜿蜒而行，出境後可前往太平地區中部偏南的太平國小西北側鄉道彰80線路口。
鄉道彰87線（永坡路三段～一段）是埔心至永靖的道路，其北側端點位於本地區中部偏南的縣道148號路口。由此向南微西至本地區南部邊界轉東南沿邊界行一小段路，再轉南出境後可前往大溝尾與太平交界地帶、大溝尾東南端、永靖市區並止於省道台1線路口。

## 學校
- 埔心國中
- 埔心國小

## 廟宇
- 埔心武聖宮（關帝廟）
- 埔心忠義廟（義民廟）